# Березняки (Челябинская область)
Березняки — посёлок в Еткульском районе Челябинской области России. Входит в состав Еманжелинского сельского поселения.
В посёлке есть библиотека, магазин, детская площадка, фельдшерско-акушерский пункт.

## География
Посёлок находится на востоке Челябинской области, в лесостепной зоне, на юго-восточном берегу проточного пруда, устроенного на реке Депутатский Лог (приток Еманжелинки), на расстоянии 25 километров (по.прямой) к западу от села Еткуль, административного центра района. Абсолютная высота 263 метра над уровнем моря.

## Население
| 2002 | 2010 |
| ---- | ---- |
| 187  | ↘162 |

Гендерный состав
По данным Всероссийской переписи населения 2010 года в гендерной структуре населения мужчины составляли 45,1 %, женщины — 54,9 %.
Национальный состав
Согласно результатам переписи 2002 года, в национальной структуре населения русские составляли 75 %.

## Улицы
Уличная сеть посёлка состоит из трёх улиц и двух переулков.